# Banchus altaiensis
Banchus altaiensis là một loài tò vò trong họ Ichneumonidae.